# Tyler McGill
Tyler Tennant McGill (Champaign, 18 de agosto de 1987) é um nadador norte-americano.
Ganhou o ouro no revezamento americano dos 4x100 m medley, no Campeonato Mundial de Esportes Aquáticos de 2009, e no Campeonato Mundial de Natação em Piscina Curta de 2010.
No Campeonato Mundial de Esportes Aquáticos de 2011 obteve o bronze nos 100 metros borboleta, e o ouro no revezamento americano dos 4x100 m medley.
Classificou-se para os Jogos Olímpicos de Londres 2012, onde obteve uma medalha de ouro com o revezamento 4x100 m medley.